# サルーンエクスプレス
サルーンエクスプレスは、九州旅客鉄道（JR九州）が1988年（昭和63年）から1994年（平成6年）まで保有していた鉄道車両（気動車）で、ジョイフルトレインと呼ばれる車両の一種である。

## 概要
阿蘇方面の観光輸送を目的として、熊本支社向けに
キハ58形気動車・キハ65形気動車各1両を改造した気動車である。
改造工事は鹿児島車両所により実施されている。

## 編成
以下の2両編成で構成される。車両番号の横の（ ）内は旧車両番号。2両とも定員は50名で普通車扱いである。
- キハ65 7001（キハ65 502）
- キハ58 7001（キハ58 1123）

## 構造

### 車体
車体側面では前位の出入口扉と戸袋窓がふさがれている。これにより出入口は後方の1か所のみとなっている。車内の座席配置は窓2枚分を1ボックスとするため、側面窓は左右方向に拡大し、窓の左右間隔を詰めるとともに、固定式の1枚窓としている。車体塗装は白・赤・青の3色で、直線・斜線を組み合わせた塗り分けである。
前面では貫通幌の幌枠を撤去し、貫通扉下部にヘッドサインを設置している。

### 車内
車内は2窓分を1セクションとした座席配置で、2人掛けの固定式クロスシート（ボックスシート）の間に1人掛けの回転クロスシートを設置している。この回転クロスシートは窓側に向けて固定することも可能である。窓を拡大したためボックスの中央部にある窓の吹き寄せの幅は狭くなっている。カーテンは横引き式に取り替えられている。また、座席からの展望を良くするため、座席取り付け部分の床面高さは従来に比べ200mmかさ上げされた。
客室の最前部（運転室側車端部）にはミニロビーを設けている。ミニロビーでは窓下にテーブルを設置し、通路を挟んで両側に回転可能なロビーチェアを設置している。また運転室後部にダミーのペチカを設けている。ビデオおよびカラオケ装置を装備しており、ペチカの上にビデオ・カラオケ用のモニターテレビを置いている。
座席部分の天井は従来の蛍光灯を撤去し、冷風吹出口の間に吹出口と似た形の照明装置を新設し、冷風吹出口と照明装置が一体的に見えるような形にしている。ミニロビー部分の天井にはスポットライトを設置している。
便所・洗面所は改造前と同様、キハ58形に設けられている。

### 台車・機器
台車・走行機器は変更されておらず、キハ58 7001が従来のDT22C形台車およびDMH17Hエンジン、キハ65 7001がDT39形・TR218形台車、DML30HSDエンジンのままである。冷房装置も従来のAU13A形分散式冷房装置のままで、冷房電源もキハ65形の4VK発電用エンジン・DM83形発電機をそのまま使用している。

## 運用
落成後、熊本運転所（のち熊本鉄道事業部）に配置された。1988年（昭和63年）3月19日から営業運行を開始し、熊本 - 宮地間の臨時急行「サルーンエクスプレス阿蘇観光号」や団体臨時列車で運用された。
のちに普通列車にも使用されたが、JR九州のジョイフルトレイン整理のため1994年3月に廃車となった。